# Alexandros Balas

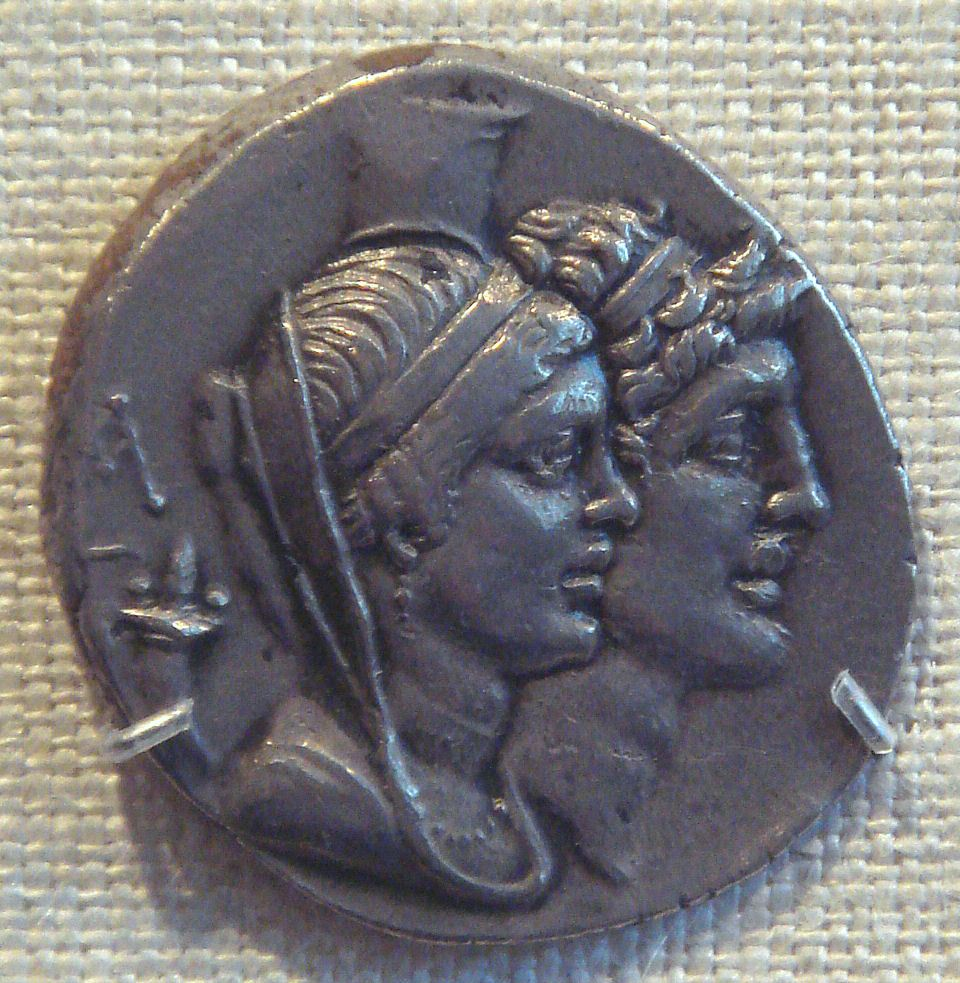
Alexander Balas và Cleopatra Thea.

Alexandros Balas (Tiếng Hy Lạp: Ἀλέξανδρoς Bάλας), là một vị vua Hy Lạp hóa của đế chế Seleukos, ông xuất thân từ vùng đất Smyrna và có nguồn gốc khiêm tốn, nhưng đã tự nhận mình là con trai của Antiochus IV Epiphanes và là người thừa kế ngai vàng của nhà Seleukos. Cùng với người em gái, Laodice, chàng trai trẻ Alexandros đã được"phát hiện"bởi Heracleides, một quan chức cũ của Antiochos IV và là em trai của Timarchus, một kẻ nổi loạn ở Media, người đã bị hành hình dưới Triều đại của vua Demetrius I Soter.
Sự khiếu nại của Alexandros đã được viện nguyên lão La Mã, Ptolemaios Philometor của Ai Cập và những người khác chấp thuận. Ông đã cưới Cleopatra Thea, một công chúa của Triều đại Ptolemaios. Sau nỗ lực lần đầu không thành công, cuối cùng Alexandros đã đánh bại Demetrios Soter vào năm 150 TCN. Tới lúc này, bằng việc làm chủ đế quốc, ông được yêu cầu phải tự mình từ bỏ cuộc sống ăn chơi trụy lạc. Dù sự thật đằng sau việc này đó là do vị vua trẻ buộc phải phụ thuộc vào sự trợ giúp rất nhiều từ Triều đại Ptolemaios.
Con trai của Demetrios Soter, Demetrios II đã tận dụng cơ hội này để đoạt lại ngai vàng. Ptolemaios Philometor, cha vợ của Alexandros đã bỏ rơi ông, và Alexandros đã bị đánh bại trong trận Antioch (145 TCN) còn được biết đến là trận Oenoparus.
Ông chạy tới ẩn náu ở chỗ một ông vua người Nabataea - vị vua này đã giết chết ông và gửi đầu ông tới chỗ Ptolemaios Philometor, người đã bị thương nặng khi tham chiến.